# Die Familie Seldorf
Die Familie Seldorf ist ein 1795 erschienener Debütroman von Therese Huber, den sie unter dem Namen ihres zweiten Mannes Ludwig Ferdinand Huber veröffentlichte.

## Inhalt
Der Roman handelt von einer adligen Familie, welche die französische Revolution direkt erlebt. Zu Beginn des Romans 1784 zieht die Familie in die französische Provinz des Poitou, wo sie einen Landsitz haben. Der Grund für den Umzug ist der Tod der Frau von Vater Seldorf, der im Siebenjährigen Krieg und in der Amerikanischen Revolution als ausgezeichneter deutscher Seeoffizier diente. Seine Kinder Theodor und Sara (Hauptfigur), die eine heimliche Liebesaffäre haben, wachsen zusammen mit dem Enkel des benachbarten Anwalts Berthier auf, der sich stark zu Sara hingezogen fühlt und in sie verliebt ist. Als jedoch die französische Revolution beginnt und es allmählich zu verschiedenen Konflikten und Auseinandersetzungen in Paris kommt, bricht das harmonische, ländliche Leben zusammen. Theodor, der Sohn der Seldorfs, reist heimlich in die Hauptstadt, um zu kämpfen. Er kämpft auf der Seite der Royalisten und heiratet sogar eine Adlige.
Es scheint, als würden Sara und Roger jetzt allein zurückbleiben, jedoch zieht der patriotische Roger auch in den Krieg und so bleibt Sara alleine zurück. Sara verliebt sich in den Grafen L., von dem sie ein Kind erwartet. Als der Vater Seldorf stirbt, wohnt sie eine Weile beim Nachbar Berthier und wird dann später vom Geliebten nach Paris geholt. Während eines Angriffes 1792 gerät Sara mit ihrer Tochter zwischen die Kämpfenden. Der royalistische L. erschießt aus Versehen ihr Kind. Als Sara von dessen Ehe mit einer schwangeren Frau, welche L. führen soll, erfährt, schließt sie sich den Revolutionären an, um ihren geliebten Grafen zu töten. Der Versuch, den gefangenen Grafen zu töten misslingt. Sara ist in die revolutionären Kämpfe involviert und fordert die Hinrichtung des Königs. Als sie schwer erkrankt, muss sie eine längere Pause einlegen, danach beginnt sie als Soldat gegen die Konterrevolutionäre zu kämpfen. Während eines Kampfes findet sie ihren Bruder Theodor wieder, der ihr Hyppolit, den Sohn von L., anvertraut. Kurze Zeit später muss Sara die Armee verlassen, aufgrund ihres weiblichen Geschlechts. Sie beschließt, in den Ruinen zu bleiben und sich um die Erziehung von Hyppolit zu kümmern.  Dort findet Roger sie, dessen Heiratsantrag Sara aber ablehnt.

## Erzählform
Der Roman ist in der Er-Form erzählt. Durch die Erzählform kommt man zu einer Innensicht, wodurch eine gewisse Nähe geschaffen wird. Die Erzählinstanz verhält sich auktorial, zieht sich passagenweise auch personal hinter eine Figurenperspektive zurück. Als Art Darbietung dominiert der Erzählbericht, aber auch die Figurenrede wird eingesetzt.

## Ausgaben
- Die Familie Seldorf. Eine Geschichte. 2 Bände. Cotta, Tübingen 1795/96.
- Reprint in: Magdalene Heuser (Hrsg.); Therese Huber: Romane und Erzählungen. Band 1, Olms, Hildesheim 1989, ISBN 3-487-09146-1.
- Die Familie Seldorf. Taschenbuch. Edition Holzinger, 2014, ISBN 978-1-4825-8039-6.